# ちょっと思い出しただけ
『ちょっと思い出しただけ』（ちょっとおもいだしただけ）は、2022年2月11日に公開された日本映画。監督は松居大悟、主演は池松壮亮と伊藤沙莉。怪我で夢を諦めた元ダンサーの男とタクシードライバーの女の6年間に及ぶ恋愛模様を、7月26日の1日を通して描く。
第34回東京国際映画祭で観客賞を受賞した。

## 製作
クリープハイプの尾崎世界観が自身のオールタイムベストに挙げている映画『ナイト・オン・ザ・プラネット』から着想して作曲した「ナイトオンザプラネット」に監督の松居が触発され、自身初の完全オリジナルラブストーリーとして執筆した。また、クリープハイプも主題歌を手掛けるのみならず、劇中バンドとしても出演する。

## あらすじ
7月の佐伯照生の誕生日、その1日が遡って描かれる。
2021年。34歳の照生は一人暮らしで、劇場の照明助手をしている。その日の仕事は舞踊公演で、舞台では泉美が踊っている。公演終了後、照生は誰もいない舞台に立ち一人で踊り始めた。その頃、タクシードライバーの野原葉は一人の客を乗せていて、トイレに寄りたいという彼を劇場で降ろし、待つ間に舞台で踊る照生を見る。
2020年。コロナ禍に見舞われ、生活の変化を余儀なくされる。
2019年。照生のその夜の仕事はライブハウスで、終えてから商店街を歩くと後輩の泉美に声を掛けられ、照生はケガでダンサーの夢を諦め照明の仕事をしていると打ち明ける。
その頃、居酒屋の合コンに参加していた葉はそのノリについていけず、店先で行きずりの男・康太に話しかけられ、その勢いに押されるまま、気がつくと康太と一夜を共にしていた。康太は「一生幸せにするんで」と言う。
2018年。照生は足をケガしたばかりで、リハビリの日々を過ごし、ダンスができないことに苦しんでいる。そんな照生を葉がタクシーで迎えに行く。辛い時こそ照生を支えたいと願う葉と、葉に会うと傷つけてしまいそうで距離を置いている照生の会話は噛み合わず、言い合いはエスカレートして喧嘩別れになる。
2017年。恋人として結ばれた照生と葉は、照生のバイト先である水族館の休館日に、二人で忍び込んで秘密のデートをする。
その夜、二人はナイト・オン・ザ・プラネットを観る。互いに相手を思っているのだが、現実の暮らしの中で愛を成就させたい葉と、夢と現実の狭間で結婚に踏み切れない照生のわずかなすれ違いが見える。
2016年。花束を持ってダンススタジオを訪れた葉は、泉美からプレゼントを渡され親しげに話す姿を見かけ、嫉妬にかられる。その夜、葉は照生のバイト先に行って自分の気持ちをぶつけ、照生もそれに応える。
2015年。葉は、友人の舞台を観に行き、群舞を踊り振付を担当する照生に出会う。ダンスの話をし、帰りも一緒になった二人は飲みながら歩くうちに意気投合して、ほろ酔いに任せ深夜の街中で踊り出す。
再び2021年。葉は客を乗せてタクシーを走らせる。照生は行きつけのバーで誕生日を祝ってもらう。明け方、葉は仕事を終えて帰宅し、それを迎えたのは赤ん坊と、今はパートナーになった康太だった。

## 評価
キネマ旬報社が運営するKINENOTEの「キネ旬Review」では、映画ジャーナリストの宇野維正は「作品が丸ごと自分（たち）が好きな特定の映画のオマージュというコンセプトそのものが、2020年代のポップカルチャーにおけるレファレンスの扱い方として貧しすぎる」と評し、ライターの北川れい子は「伊藤沙莉の夢見るリアリストぶりはかなり痛快で、キャラ的にも後を引く」とコメントし、ライターの千浦僚は「マスクやディスタンス、とコロナ感染下の世界をきっちり描写。この点で本作は残るべき映画と思う」と評した。

## キャスト
佐伯照生（さえき てるお）
演 - 池松壮亮
怪我によって夢を諦めた元ダンサー
野原葉（のはら よう）
演 - 伊藤沙莉
タクシードライバー
さつき
演 - 大関れいか
葉の親友
康太
演 - 屋敷裕政（ニューヨーク）
コンパをしていた男性
照生のダンサー仲間
演 - 広瀬斗史輝
牧田
演 - 市川実和子
照生の先輩であり、照明担当
泉美
演 - 河合優実
照生の後輩のダンサー
ナグラ
演 - 鈴木慶一
タクシー運転手
中井戸
演 - 國村隼（友情出演）
バー「とまり木」のマスター
フミオ
演 - 成田凌
バー「とまり木」の常連客
シュン
演 - 菅田俊
バー「とまり木」の客
ジュン
演 - 永瀬正敏
公園で妻を待ち続けている男
スズエ
演 - 神野三鈴
ジュンの妻
タクシーの乗客
演 - 安斉かれん、郭智博（シゲル）、高岡早紀（カワイ）、細井鼓太（マサオ）
3人の酔っ払い
演 - 渋川清彦、松浦祐也、山崎将平
ミュージシャンの男
演 - 尾崎世界観
タナベ
演 - 篠原篤
床屋
れいな
演 - 山下恵奈
葉とさつきと共にコンパに参加した女性

## スタッフ
- 監督・脚本：松居大悟
- 主題歌：クリープハイプ「ナイトオンザプラネット」（ユニバーサルシグマ）[7]
- 製作：太田和宏
- プロデューサー：和田大輔、沢村敏
- ラインプロデューサー：原田耕治
- 撮影：塩谷大樹
- 照明：藤井勇
- 録音：竹内久史
- 美術：相馬直樹
- 装飾：中村三五
- ヘアメイク：酒井夢月
- スタイリスト：神田百実
- 振付：皆川まゆむ
- 編集：瀧田隆一
- 音響効果：松浦大樹
- 劇伴：森優太
- キャスティング：門田治子
- 宣伝プロデューサー：筒井史子（FINOR）
- タイトル・宣伝デザイン：大島依提亜
- スチール：E-WAX
- メイキング：エリザベス宮地、タートル今田
- 助監督：相良健一
- 制作担当：尾形龍一
- 制作・配給：東京テアトル
- 宣伝：FINOR
- 制作プロダクション：レスパスフィルム
- 製作：『ちょっと思い出しただけ』製作委員会（東京テアトル、ユニバーサル ミュージック）